# Chaturaphak Phiman (huyện)
Chaturaphak Phiman (tiếng Thái: จตุรพักตรพิมาน) là một huyện (amphoe) ở phía tây của tỉnh Roi Et, Thái Lan.

## Địa lý
Các huyện giáp ranh (từ phía bắc theo chiều kim đồng hồ) là: Si Somdet, Mueang Roi Et, Mueang Suang, Kaset Wisai của tỉnh Roi Et và Wapi Pathum của tỉnh Maha Sarakham.

## Lịch sử
Huyện đã được đổi tên từ Hua Chang sang Chaturaphak Phiman năm 1939.

## Hành chính
Huyện này được chia thành 12 phó huyện (tambon), các đơn vị này lại được chia ra thành 146 làng (muban). Chaturaphak Phiman là một thị trấn (thesaban tambon) nằm trên một phần của tambon Hua Chang. Có 12 Tổ chức hành chính tambon.
| STT. | Tên         | Tên Thái | Số làng | Dân số |  |
| ---- | ----------- | -------- | ------- | ------ |  |
| 1.   | Hua Chang   | หัวช้าง    | 13      | 12.642 |  |
| 2.   | Nong Phue   | หนองผือ   | 11      | 7.687  |  |
| 3.   | Mueang Hong | เมืองหงส์  | 17      | 7.601  |  |
| 4.   | Khok Lam    | โคกล่าม   | 16      | 7.493  |  |
| 5.   | Nam Sai     | น้ำใส     | 9       | 5.140  |  |
| 6.   | Dong Daeng  | ดงแดง    | 15      | 9.029  |  |
| 7.   | Dong Klang  | ดงกลาง   | 9       | 5.982  |  |
| 8.   | Pa Sang     | ป่าสังข์    | 14      | 6.123  |  |
| 9.   | I Ngong     | อีง่อง     | 9       | 4.354  |  |
| 10.  | Lin Fa      | ลิ้นฟ้า     | 10      | 4.581  |  |
| 11.  | Du Noi      | ดู่น้อย     | 14      | 6.712  |  |
| 12.  | Si Khot     | ศรีโคตร   | 9       | 4.405  |  |